# إنجيوينجات
إنجيوينجات (بالفرنسية: Enguinegatte)‏ هي بلدية تقع في إقليم باد كاليه من منطقة نور با دو كاليه في شمال فرنسا. تبلغ مساحة هذه المدينة 8.92 (كم²)، وترتفع عن سطح البحر 92 م، يبلغ عدد سكانها 365 نسمة حسب إحصاء المعهد الوطني للإحصاء والدراسات الاقتصادية سنة 2009 م. وترأس Claude Dehurtevent البلدية خلال فترة (2008-2014).